# Garralda
Garralda est une ville et une municipalité de la Communauté forale de Navarre (Pays Basque/ Euskal Herria).
Elle est située dans la zone bascophone de la province où la langue basque est coofficielle avec l'espagnol et à 50 km de sa capitale, Pampelune. Le secrétaire de mairie est aussi celui de Aria.

## Localités limitrophes
Auritz (Burguete), Aria, Aribe, Olaldea.

## Histoire
La commune a été reconstruite à la suite d'un incendie en 1898. L'église et la mairie sont récents.

## Démographie
| Évolution démographique                                  | Évolution démographique | Évolution démographique | Évolution démographique | Évolution démographique | Évolution démographique | Évolution démographique | Évolution démographique | Évolution démographique | Évolution démographique | Évolution démographique |
| 1996                                                     | 1998                    | 1999                    | 2000                    | 2001                    | 2002                    | 2003                    | 2004                    | 2005                    | 2006                    | 2007                    |
| -------------------------------------------------------- | ----------------------- | ----------------------- | ----------------------- | ----------------------- | ----------------------- | ----------------------- | ----------------------- | ----------------------- | ----------------------- | ----------------------- |
| 227                                                      | 219                     | 213                     | 209                     | 200                     | 204                     | 201                     | 195                     | 193                     | 195                     | 201                     |
| Sources: Garralda et instituto de estadística de navarra |                         |                         |                         |                         |                         |                         |                         |                         |                         |                         |

## Division linguistique
En accord avec Loi forale 18/1986 du 15 décembre sur le basque, la Navarre est linguistiquement divisée en trois zones. Cette municipalité fait partie de la zone bascophone où l'utilisation du basque y est majoritaire. Le basque et le castillan sont utilisés dans d'administration publique, les médias, les manifestations culturelles et en éducation cependant l'usage courant du basque y est courant et encouragé le plus souvent.

## Personnages célèbres
- Juan Carlos Etxegoien "Xamar" (1956): écrivain en langue basque.

### Sources
- (es) Cet article est partiellement ou en totalité issu de l’article de Wikipédia en espagnol intitulé « Garralda » (voir la liste des auteurs).